# Equipe norueguesa na Copa Davis
A equipe norueguesa na Copa Davis representa a Noruega na Copa Davis, principal competição de tênis masculina por equipes do mundo. É administrada pela Norwegian Tennis Association.